# Herman Wright
Herman Wright (Detroit, 1930) is een Amerikaanse jazzcontrabassist.

## Biografie
De uit Detroit afkomstige Wright speelde midden jaren 1950 in Los Angeles met Terry Pollard en Terry Gibbs, met wie hij in 1956 verhuisde naar New York, waar hij eind jaren 1950 werkte met o.a. Eddie Barefield, Cab Calloway, Lodi Carr, Dorothy Ashby en in Yusef Lateefs kwintet (Cry!...Tender, 1959). In het volgende decennium werkte hij bovendien mee bij opnamen van Doug Watkins, George Shearing en Charles Mingus, die hij in 1962 in het Birdland bij een nummer verving aan de contrabas, toen deze piano speelde. Verder werkte hij met Al Grey, Billy Mitchell, Dave Burns, Herman Foster, Chet Baker, Sonny Stitt en Mike Longo. Tijden de vroege jaren 1970 had hij verbintenissen in New Yorkse jazzclubs met de pianist Nat Jones. Bovendien leidde hij een eigen trio in de jazzclub Angry Squire. Rond 1976 speelde hij in het trio van Cedar Walton, in 1978 trad hij op in Parijs met Archie Shepp (Maple Leaf Rag), in 1988 speelde hij in diens kwintet met Chet Baker (In Memory of) resp. met de zangeres Annette Lowman (Lover Man). Op het gebied van de jazz was hij van 1955 tot 1988 betrokken bij 51 opnamesessies, o.a. met Allen Ginsberg (Ginsberg Sings Blake, 1969). De drummer Austin 'Paris' Wright is zijn zoon.
- Bibliothèque nationale de France: cb13921631q (data)
- Gemeinsame Normdatei: 135299233
- International Standard Name Identifier: 0000 0000 5514 4168
- Library of Congress Control Number: n95043619
- Nationale Bibliotheek van Israël: 987007411838805171
- Istituto Centrale per il Catalogo Unico: DDSV252574
- Virtual International Authority File: 49409998
- WorldCat: E39PBJxH3b6BtjgHt4WQBf9MT3